# Maurizio Fiume
Maurizio Fiume (* 18. September 1961 in Neapel) ist ein italienischer Kurzfilmregisseur und Drehbuchautor.

## Leben
Fiume besuchte Kurse für Drehbuchautoren bei Ugo Pirro und Lucio Battistrada; er gewann 1987 den Preis „Cinema Democratico“ für das beste Originalskript. Der Film In nome di Giancarlo über den Journalisten des Il Mattino, Giancarlo Siani, entstand unter seiner Regie vier Jahre später. Nach weiteren Kurzfilmen und einem Drehbuch für Massimo Martella, nach Arbeiten für die RAI im Bereich Nachrichten und der Organisation für Enzo Decaros Ladro di futuro erschien schließlich 1996 sein Langfilmdebüt Isotta. Bei den Festspielen von Venedig wurde der Film wohlwollend aufgenommen.
In neuen Jahrtausend drehte Fiume neben Kurzfilmen, die er alle mit Inhaftierten der Vollzugsanstalt Pescara realisierte, den Spielfilm E io ti seguo im Jahre 2003, eine Langfassung der Biografie Sianis, die erstmals beim World Film Festival gezeigt wurde.

## Filmografie (Auswahl)
- 1996: Isotta
- 2003: E io ti seguo